# 방콕은행
방콕은행(태국어: ธนาคารกรุงเทพ, 영어: Bangkok Bank)은 태국의 은행이다.

## 같이 보기
- 방콕은행 FC